# Patricio Aylwin
Patricio Aylwin Azócar (født 26. november 1918 i Viña del Mar, død 19. april 2016) var en chilensk senator og præsident 1990-1994 valgt som leder for Kristendemokraterne. 
Aylwin var Chiles første demokratiske præsident efter Augusto Pinochets 17 år lange militærdiktatur.